# Alexander Iwanowitsch Gagarin

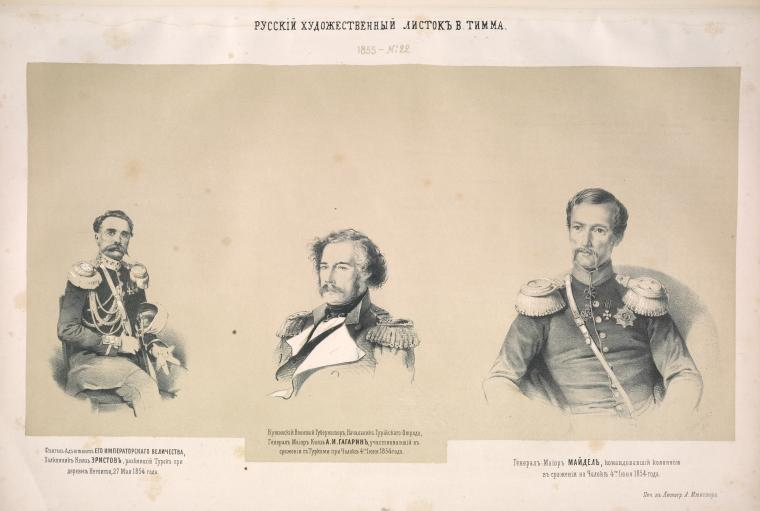
Alexander Iwanowitsch Gagarin

Fürst Alexander Iwanowitsch Gagarin (russisch Александр Иванович Гагарин) (* 1801 in Moskau; † 27. Oktober 1857 in Kutaisi) war ein russischer Militär und Generalgouverneur des Kaukasus.

## Leben
Er war Angehöriger des russischen Hochadelsgeschlechts Gagarin. Seine Eltern waren Fürst Iwan Alexandrowitsch Gagarin (1771–1832), Oberhofmeister der Zarin Katharina II. in Twer und Jelisaweta Iwanowna Gagarina geb. Balabina (1773–1803). Alexander Iwanowitsch Gagarin zeichnete sich in den Kaukasuskrieg aus. 1845 nahm er als General am Kriegszug nach Dargo teil. Beim Ausbruch des Orientkrieges befehligte er das Milzen-Heer an der Grenze zur heutigen Türkei. Am 16. Juni 1854 kämpfte er in der Schlacht von Tscholok und stand als Generalleutnant am 28. September 1855 beim Sturm auf Kurs an der Spitze der 18. Infanteriedivision.
Nach einer schweren Verwundung verließ er die Armee und begab sich zu einem Kuraufenthalt nach Deutschland. 1857 kehrte er, zum Generalgouverneur von Guriel, Imeretien, Mingrelien und Abassien befördert, nach Kutaisi zurück und erhielt den Auftrag der Regierung die Provinz Swanetien unter die Kontrolle Russlands zu bringen. Alexander Iwanowitsch Gagarin suchte im Herbst 1857 den dortigen Fürsten Konstantin Dadeschkalin in seinem Schloss auf, um ihn nach Tiflis zu bringen, wurde jedoch von ihm in einem Hinterhalt erdolcht und starb einige Tage darauf an seinen Verletzungen. Er war mit Marija Andrejewna Borosdina verheiratet.

## Auszeichnungen
- Orden der Heiligen Anna, 1. Klasse

- Orden des Heiligen Stanislaus, 1. Klasse

- Orden des Heiligen Wladimir, 2. Klasse

- Orden des Heiligen Georg, 4. Klasse